# 烤鸡

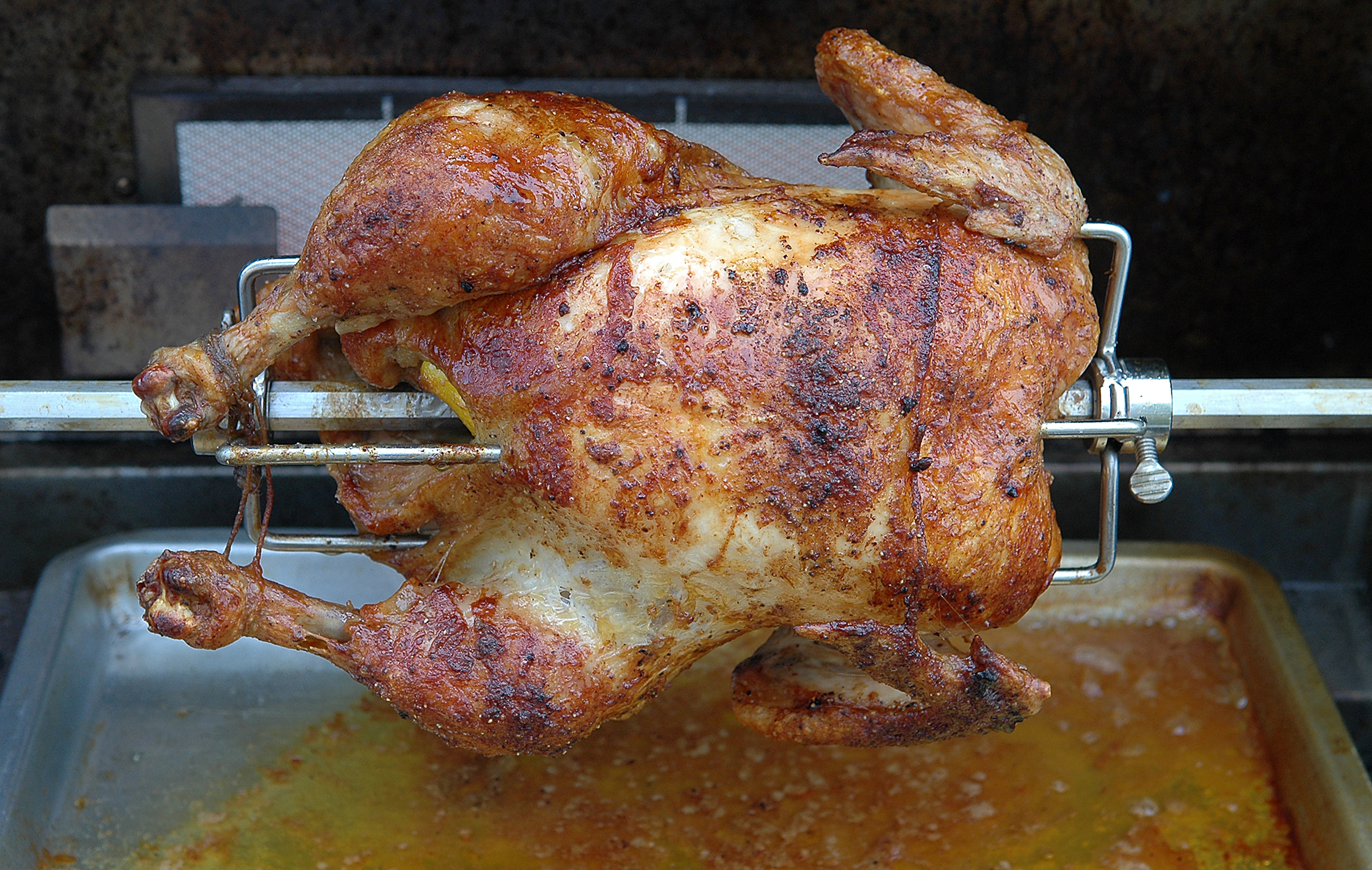
烤雞

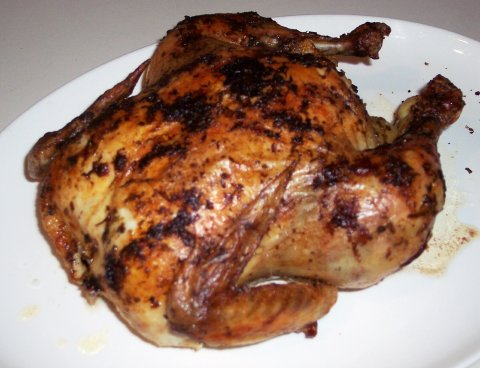
烤雞

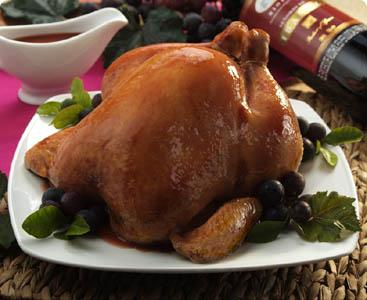
烤雞

烤雞，又稱燒雞，意指將全雞或雞件使用如烤箱、營火、等高溫烹調設備使雞肉大部分不在接觸上將其煮熟為主。
於北美，雞肉通常會用番茄製成的燒烤醬醃製，然後燒烤。
於歐洲，雞肉會用醋和橄欖油混合的醃料醃製、燒烤，食用時點上奶油醬汁。
於亞洲，雞肉有時會切粒，用豉油及其他調味料醃製，串在竹支上燒烤。是中秋節的必要食品。